# Una ópera egipcia
Una ópera egipcia es el título del octavo álbum del grupo granadino Los Planetas, después de haberse barajado otros títulos como Una obra de moros, Periodos de rotación   o El libro del universo, publicado el 13 de abril de 2010.
La fecha inicial de edición del disco, 9 de marzo, se retrasó hasta el 13 de abril por los cambios en el diseño de su portada; finalmente éste corre a cargo de Max, artista que dirigió el videoclip que promocionaba el sencillo del grupo Y además es imposible, video cuyo guion gráfico se regalaba con las primeras copias del álbum Los Planetas contra la ley de la gravedad.
El disco alcanzó el puesto número 2 en la lista de discos más vendidos en la primera semana de su edición, puesto más alto logrado por un álbum de Los Planetas, para bajar a los puestos séptimo, vigésimo tercero, vigésimo quinto, trígesimo noveno, trigésimo sexto, cuadragésimo tercero, quincuagésimo segundo, sexagésimo tercero, septuagésimo noveno, octogésimo quinto, octogésimo séptimo y octogésimo tercero las semanas siguientes. A julio de 2014 se han vendido unas 15.000 copias de este disco.
Según la nota promocional, el título Una ópera egipcia es una expresión que utilizaban los gitanos para referirse a "las obras maestras que agotan los superlativos, aquellas cuyo origen parece sobrenatural. J (líder del grupo) la escuchó referida a La Niña de los Peines, pero la expresión tiene casi 140 años y fue acuñada a raíz de que a Verdi le encargasen una ópera para la inauguración del Canal de Suez".
El disco fue presentado por el guitarrista Florent Muñoz y el batería Eric Jiménez en la sala de Madrid La Vía Láctea el 4 de febrero de 2010.
En las listas de mejores discos de 2010 alcanzó el segundo puesto para los redactores de la revista Rockdelux, el tercero para los de Rolling Stone y el décimo para los de Mondosonoro.
El disco recibió el galardón al mejor disco nacional de rock alternativo de 2010, en los Premios de la Música organizados por la Academia de las Artes y las Ciencias de la Música.
Fue votado como séptimo mejor disco nacional de la década 2010-2019 por los críticos de la revista Rockdelux en su número 388, "Especial 35 aniversario: Resumen de la década 2010-2019".

## Listado de canciones

### Edición enCD
1. La llave de oro 04:11
2. Una corona de estrellas 03:34
3. Soy un pobre granaíno (colombiana) 03:39
4. Siete faroles 03:14
5. No sé cómo te atreves 05:46
6. Señora de las alturas 04:55
7. La veleta 04:31
8. Romance de Juan de Osuna 04:57
9. Atravesando los montes 03:42
10. Virgen de la Soledad 05:05
11. La Pastora Divina 05:31
12. Los poetas 09:47

### Edición endescarga digital/iTunes
Incluye las mismas canciones que la versión CD, añadiendo el tema Si te quisieras venir y el videoclip de Romance de Juan de Osuna.

### Edición envinilo
La edición en vinilo se publicó el 28 de junio en formato doble, incluyendo, sobre el CD, dos temas nuevos Que me van aniquilando (una versión cantada por Enrique Morente del instrumental La llave de oro) y Si te quisieras venir.
El 30 de mayo de 2025 Sony Music reedita esta versión en vinilo, siendo el 64 álbum más vendido esa semana y el cuarto en formato vinilo.
Disco 1
| Cara A 1. La llave de oro 04:11 2. Una corona de estrellas 03:34 3. Soy un pobre granaíno (colombiana) 03:39 4. Siete faroles 03:14 | Cara B 1. No sé cómo te atreves 05:46 2. Señora de las alturas 04:55 3. La veleta 04:31 |

Disco 2
| Cara A 1. Romance de Juan de Osuna 04:57 2. Atravesando los montes 03:42 3. Virgen de la Soledad 05:05 4. La Pastora Divina 05:31 | Cara B 1. Los poetas 09:47 2. Que me van aniquilando 04:11 3. Si te quisieras venir 03:25 |

## Singles
| Orden | Título                                        | Fecha de Edición | Discográfica                       |
| ----- | --------------------------------------------- | ---------------- | ---------------------------------- |
| 1     | Romance de Juan de Osuna                      | 2009             | Octubre - Sony Music Entertainment |
| 2     | No sé cómo te atreves (sólo descarga digital) | 2010             | Octubre - Sony Music Entertainment |

## Créditos
J: voz, guitarras y sintetizadores.
Florent: guitarras.
Banin: guitarras y sintetizadores.
Eric: batería y percusiones.
Miguel: bajo.
1 Música: popular / Los Planetas / Enrique Morente.
2 Letra y música: popular / J.
3 Letra y música: popular / Los Planetas.
4 Música: popular / Los Planetas. Letra: popular / J.
5 Letra y música: J.
6 Letra y música: popular / J.
7 Letra y música: popular / J.
8 Letra y música: Quintero, León y Quiroga.
9 Letra y música: Antonio Fernández Díaz / J.
10 Letra y música: popular / J.
11 Letra y música: popular / Los Planetas.
12 Letra y música: J.
13 (vinilo) Letra y música: popular / Enrique Morente.
14 (vinilo y descarga digital) Letra y música: popular / J.
El disco cuenta con la participación de:
- Ana Fernández Villaverde (La Bien Querida) voz en las canciones No sé cómo te atreves y La veleta.
- Antonio Arias (vocalista de Lagartija Nick y coproductor del primer disco de Los Planetas, el Medusa ep publicado en 1993) bajo en Siete faroles y en La Pastora Divina.
- Enrique Morente voz en La Pastora Divina y en Que me van aniquilando.
- David Rodríguez: guitarra en La veleta.
- Eloy Heredia: flauta en Soy un pobre granaíno (colombiana).

Grabado en el Refugio Antiaéreo (Granada) por Carlos Díaz, excepto 7 y 12 grabadas en Vibrissae Estudio (Granada) por Banin Fraile.
1, 3, 4, 8, 9 y 13 mezcladas por Carlos Díaz en Producciones Peligrosas (Peligros, Granada). 2, 5, 6, 10, 11 y 12 mezcladas por Pablo Sánchez en el Refugio Antiaéreo y Producciones Peligrosas. 7 mezclada por Pere Serrano en G.D.M. (Villanueva y Geltrú, Barcelona). 14 mezclada por JASS en el Refugio Antiaéreo.
Producido por Los Planetas.
Diseño gráfico e ilustraciones: Max / Labodoni.

## Significado de algunas canciones e influencias
El álbum recupera canciones ya publicadas por el grupo:
- Una corona de estrellas sonaba en la banda sonora de la película La habitación de Fermat (2007).[36] Tanto este tema como Atravesando los montes (la malagueña también conocida como Creí morirme de pena) fueron grabados en las sesiones de La leyenda del espacio.[37]
- Soy un pobre granaíno (colombiana) se editó en el recopilatorio del grupo Principios básicos de Astronomía (2009), comercializándose también como sencillo a través de descarga digital.
- La adaptación Romance de Juan de Osuna aparecía en el ep Cuatro Palos de finales de 2009, si bien la mezcla es distinta (en el ep corre a cargo de John Agnello, y en Una ópera egipcia es obra de Carlos Díaz[38]).

En una entrevista para la revista Mondosonoro, J y Florent hablan de algunas de las canciones del disco:
- La llave de oro

(J): (es un tema instrumental basado en un tango de Enrique Morente en clave surfera y en la que el gran cantautor tenía que intervenir) pero cuando se grabó apenas quedó espacio para poner su voz y eso obligaba a volver a mezclarla. Como no había tiempo, dicha intervención se ha postergado para una próxima ocasión (finalmente la canción cantada por Morente aparece en la edición en vinilo del disco, bajo el título de Que me van aniquilando).
- La Pastora Divina

(J): en esta canción sí participa Enrique Morente, una seguidilla que es un homenaje a Omega (el disco que el cantautor hizo con Lagartija Nick en 1996) quedamos con Antonio Arias para grabar unas canciones porque no podíamos disponer de nuestro bajista y es evidente que cuando se juntan Antonio y Eric (batería) logran una base rítmica muy poderosa muy fuerte que te va llevando por ese camino.
(F): es una seguidilla que está en progresión. Empieza con un ritmo muy tranquilo de Eric que va subiendo respetando el palo flamenco y la seguidilla es un palo flamenco que Morente borda y vimos que era perfecta para él.
- Los poetas (titulada previamente El viento del desierto[37] e inspirada en el tema Owsley de Spectrum)

(J): este tema está inspirado en un capítulo del Corán que se llama ‘Los poetas’ y que explica lo mismo que el Antiguo Testamento. Son los mismos personajes, Moisés, Noé, Abraham o el mismo Dios único. Está hecho con el máximo respeto y, si algo interesante se puede sacar de esa idea de Dios único, es que el ser humano tiene un punto de vista común diferente del resto de las especies o del resto del universo. Eso es lo que entiendo que quiere expresar la idea del Dios único, que el ser humano tiene una misma forma de ver todas las cosas y a lo mejor está unido en eso.
A finales de mayo de 2010 J realiza para Radio 3 cuatro programas bajo el título de Guía del viajero planetario, en los que detalla otras influencias en las canciones de Una ópera egipcia:
- No sé cómo te atreves

Esta canción está inspirada en duetos como el que hacen Hope Sandoval (Mazzy Star) y Jim Reid (Jesus and Mary Chain) en Sometimes Always, el primer sencillo del Stoned & Dethroned que la banda escocesa publicó en 1994. Según J también existe una temática parecida a No sé cómo te atreves en la canción Happy Already, publicada por Sportsguitar en el año 1998 en el disco homónimo.
- Señora de las Alturas

Estas alegrías son una versión de una canción de los años 30 interpretada por Manuel Vallejo titulada originalmente Como loco desvariaba. El tema ya había sido interpretado en directo por el grupo de J Grupo de Expertos Solynieve (entre otros, en el Murcia Sound MySpace Festival celebrado en junio de 2008) y por J y Florent en el festival La Música Contada, celebrado en el Teatro Central de Sevilla en noviembre de 2009.
- Virgen de la Soledad

Según J, está inspirada en una saeta de Fosforito llamada Eres virgen más bonita.